# Tazroute
Tazroute (àrab تازروت) és una comuna rural de la província de Larraix de la regió de Tànger-Tetuan-Al Hoceima. Segons el cens de 2014 tenia una població total de 5.974 persones.